# Comuna de Drawsko Pomorskie

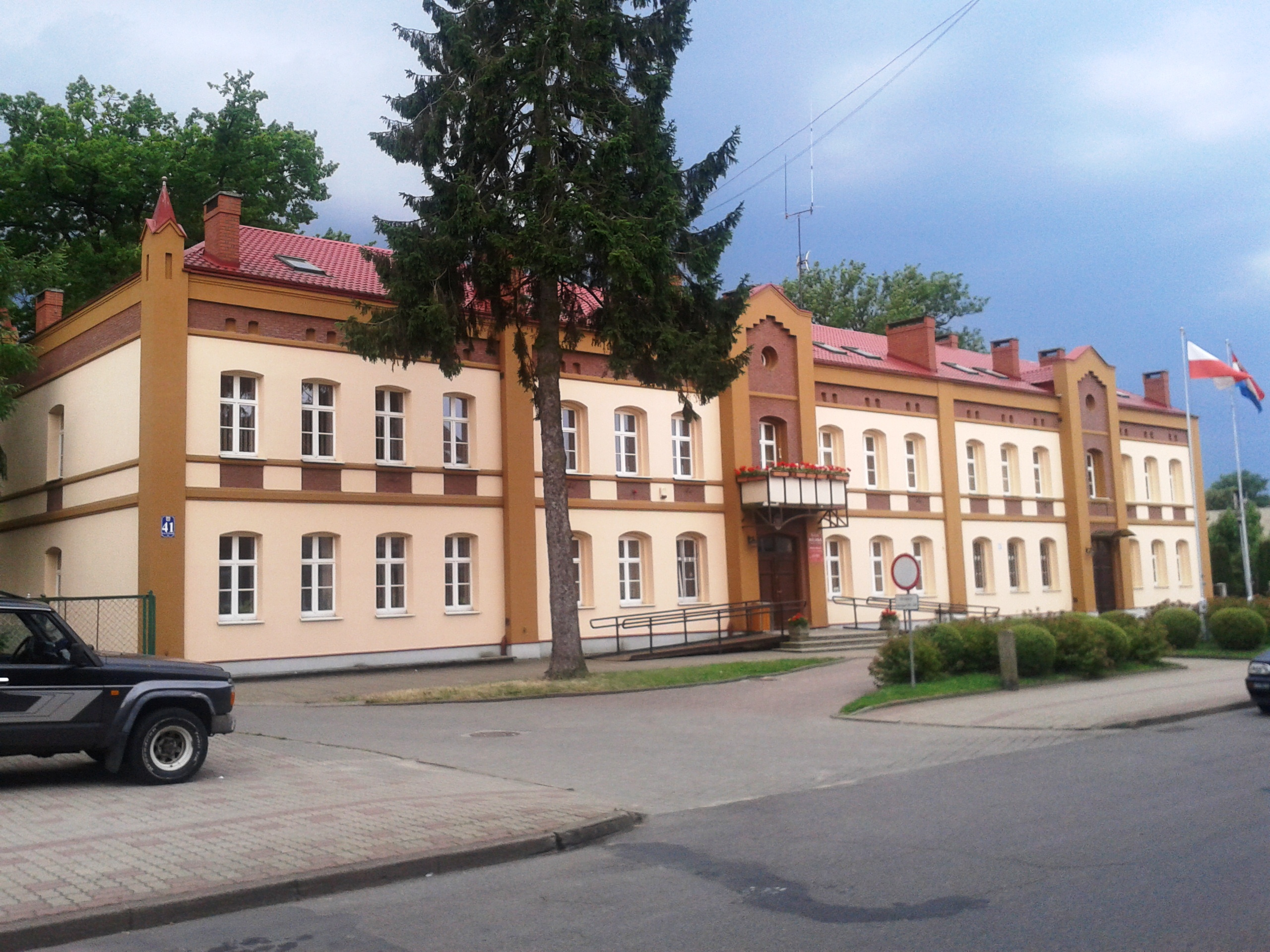
Escritório dos Municípios e Cidades - Drawsko Pomorskie

Drawsko Pomorskie (polaco: Gmina Drawsko Pomorskie) é uma gminy (comuna) na Polónia, na voivodia de Pomerânia Ocidental e no condado de Drawski.
De acordo com os censos de 2005, a comuna tem 16.615 habitantes, com uma densidade 48,2 hab/km².

## Área
Estende-se por uma área de 344,76 km².